# Edward Hamilton Aitken
Edward Hamilton Aitken (Satara, 16 de agosto de 1851 - Edinburgo, 11 de abril de 1909)foi um humorista, naturalista e escritor especialista  na vida selvagem da Índia. Era mais conhecido pelos anglo-indianos, pelo seu pseudônimo literário "Eha".